# La Lima, San Luis Potosí
La Lima är en ort i Mexiko.   Den ligger i kommunen Ciudad Valles och delstaten San Luis Potosí, i den centrala delen av landet, 280 km norr om huvudstaden Mexico City. La Lima ligger 142 meter över havet och antalet invånare är 1 579.
Terrängen runt La Lima är kuperad åt sydväst, men åt nordost är den platt. Runt La Lima är det ganska tätbefolkat, med 52 invånare per kvadratkilometer. Närmaste större samhälle är Ciudad Valles, 10,8 km nordost om La Lima. Omgivningarna runt La Lima är en mosaik av jordbruksmark och naturlig växtlighet.